# Elias Riggs
Elias Riggs (New Providence, 19 november 1810 – Constantinopel, 17 januari 1901) was een Amerikaanse zendeling, Bijbelvertaler en taalkundige die actief was onder de American Board of Commissioners for Foreign Missions (ABCFM). Hij speelde een sleutelrol in de protestantse zendingsactiviteiten in het Ottomaanse Rijk, met name onder Bulgaarse, Armeense, Griekse en Aramese gemeenschappen.

## Opleiding en vroege jaren
Riggs studeerde aan het Amherst College en aan het Princeton Theological Seminary. In 1832 werd hij uitgezonden als zendeling door de American Board naar het Ottomaanse Rijk, waar hij het grootste deel van zijn leven werkzaam bleef. 

## Taalstudie en publicaties
Elias Riggs wordt beschouwd als een van de meest vooraanstaande zendelingen van de ABCFM. Hij had een bijzonder talent voor talen en begon al op jonge leeftijd met het leren van Neo-Aramese talen. Zijn beheersing van deze talen stelde hem in staat diepgaand contact te leggen met oosterse christelijke gemeenschappen. 
Hij publiceerde een grammatica van het Neo-Aramees, waarmee hij een waardevolle bijdrage leverde aan de studie van deze oude taal en aan de opleiding van andere zendelingen en lokale geestelijken:
- A Grammar of the Chaldee Language – een belangrijke taalkundige uitgave voor missionaire en academische doeleinden.

## Zendingswerk in het Ottomaanse Rijk
Riggs speelde een cruciale rol in de ontwikkeling van protestantse missiestrategieën in het Ottomaanse Rijk. Zijn werk richtte zich op:
- Ondersteuning van de protestantse hervormingsbeweging onder de Arameeërs en Armeniërs
- Bevordering van het Bijbelonderwijs en vertaling van religieuze teksten
- Oprichting van scholen en publicatiehuizen in steden als Smyrna, Constantinopel en Plovdiv

Hij was nauw betrokken bij de Bulgaarse nationale wedergeboorte en werkte mee aan de vertaling van de Bijbel in het Bulgaars, wat een blijvende culturele en religieuze impact had.

## Invloed en nalatenschap
Riggs was meer dan zestig jaar werkzaam in het zendingsveld en wordt herinnerd als een bruggenbouwer tussen oosterse en westerse christelijke tradities. Zijn taalkundige bekwaamheid en zijn diplomatieke aanpak stelden hem in staat duurzame relaties op te bouwen met verschillende bevolkingsgroepen.
Hij overleed in 1901 in Constantinopel (nu Istanbul) en werd daar ook begraven.